# Bánh vua
Bánh vua, Bánh ba vua (hay là tiếng Anh: king cake, kingcake, kings’ cake, king’s cake, three kings cake và tiếng Pháp: galette des rois, tiếng Đức: Dreikönigskuchen), là một loại bánh truyền thống thường xuất hiện tại một số quốc gia vào Lễ hiển linh vào tháng 1, sau khi kết thúc mùa Giáng sinh. Tại một số quốc gia khác, bánh hay được làm trong dịp lễ hội Mardi Gras/Carnival trước khi mùa chay bắt đầu.
Chiếc bánh thường có một hình nộm nhỏ (hình em bé, được cho là đại diện cho Jesus lúc bé) làm bằng nhựa được giấu bên trong (đôi khi được đặt xuống dưới), và người nào tìm được miếng bánh có chứa bức tượng trên sẽ nhận được nhiều quyền lợi và nghĩa vụ. Tại Pháp, bánh thường bán kèm thêm 1 vương miện bằng giấy, để người bắt gặp hình nộm sẽ đội vào và là vua/nữ hoàng của buổi tiệc.

## Lịch sử

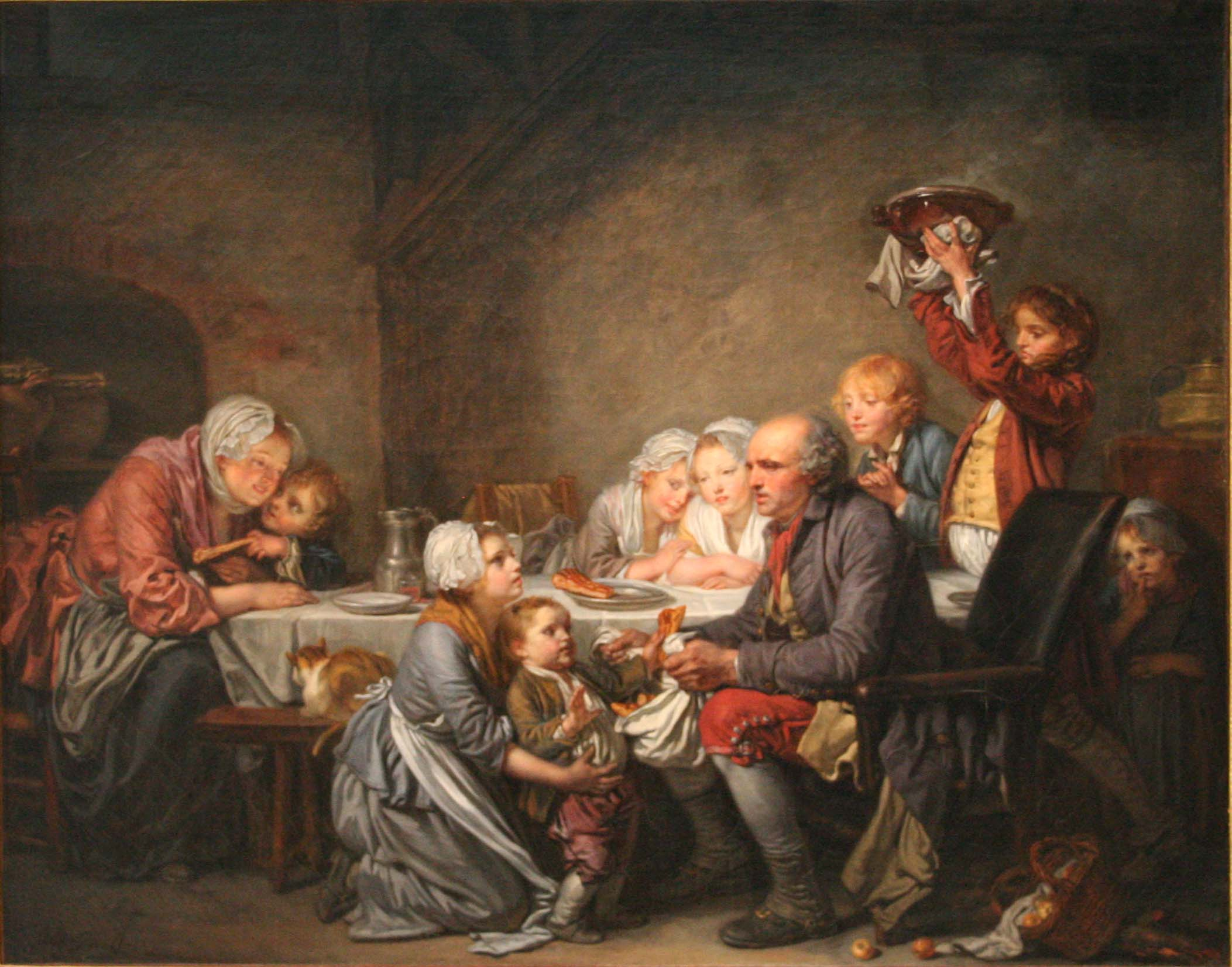
Tranh vẽ Le gâteau des Rois, bởi Jean-Baptiste Greuze, 1774 (Musée Fabre)

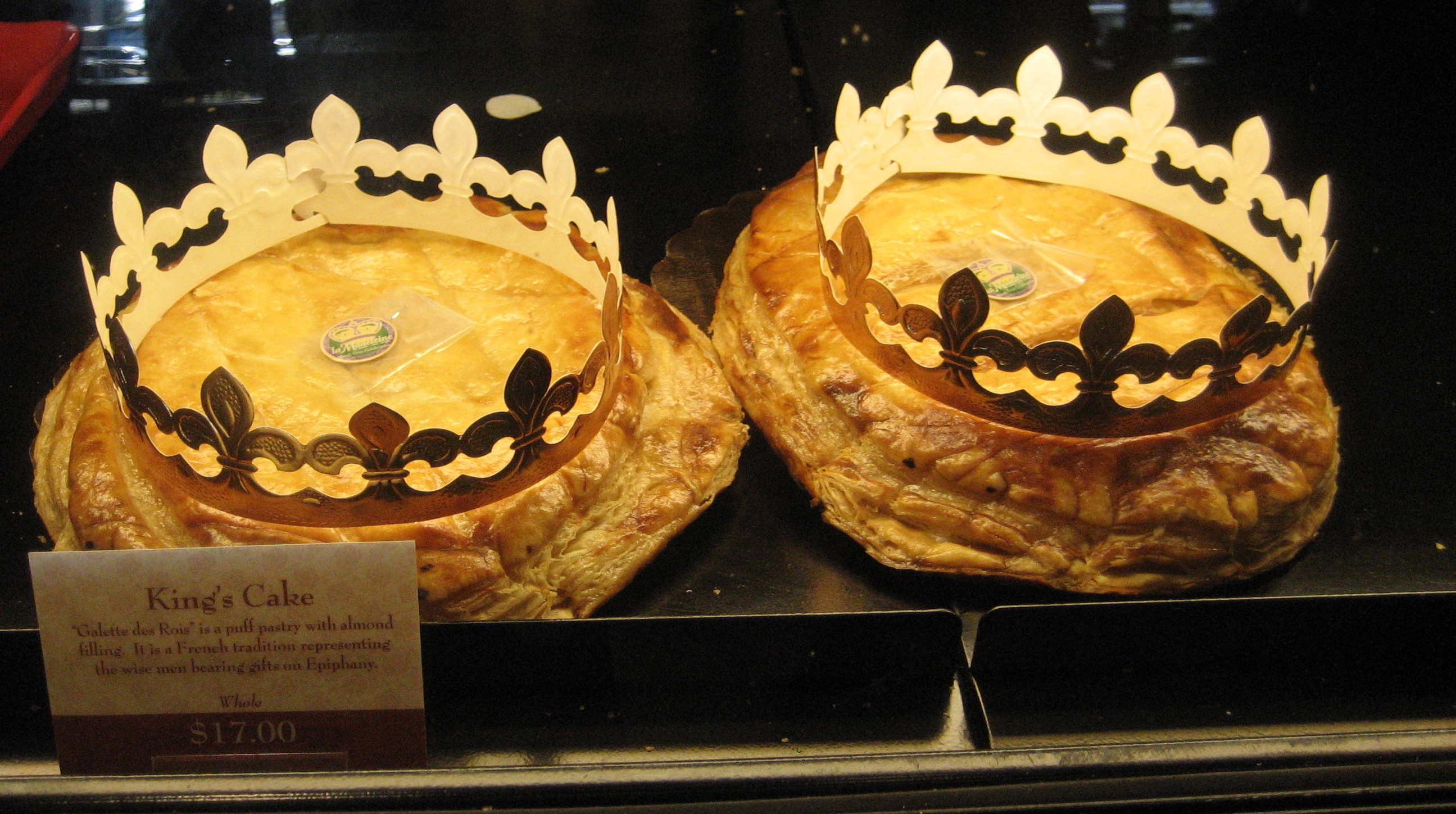
Bánh vua tại Pháp, với vương miện bằng giấy cho người bắt gặp được hình nộm sẽ đội vào

"Bánh vua" được đặt tên theo 3 vua trong Kinh thánh. Theo truyền thống Công giáo, Lễ hiển linh -  thường rơi vào ngày 6 tháng 1-kỷ niệm chuyến viếng thăm của các đạo sĩ tới chúa Giê su vừa giáng sinh. Đêm trước Lễ hiển linh (đêm ngày 5 tháng 1) còn được biết đến như là Đêm thứ 12 (12 ngày kể từ khi Chúa giáng sinh). King cake được phục vụ từ khi kết thúc Đêm thứ 12 cho đến mùa Mardi Gras (hay là "Thứ ba béo" ("Fat Tuesday")), một ngày trước khi bắt đầu mùa chay. Nhiều tổ chức, hội, nhóm thực hiện các buổi tiệc king cake (king cake party) hàng tuần xuyên suốt mùa Carnival. Tại Bồ Đào Nha và Pháp, người nào nhận được bức tượng nhỏ trong miếng bánh thường sẽ là người mua bánh trong buổi tiệc tiếp theo.
Bắt đầu từ khoảng 300 năm trước với những chiếc bánh Pháp làm từ bột bánh mì khô rắc chút đường, nay đã trở thành một loại bánh ngọt. Bánh vua là một loại thực phẩm rất phổ biến trong Mùa Giáng sinh (từ đêm trước Giáng sinh tới Lễ hiển linh) tại Bỉ, Pháp, Quebec và Thụy Sĩ (bánh galette), Bồ Đào Nha (bánh bolo rei), Tây Ban Nha (bánh tortell), Hy Lạp và đảo Síp (bánh vasilopita) và tại Bulgaria (banitsa). Tại Mỹ, Carnival thường được tổ chức tại các bang phía Tây Nam, đặc biệt là tại New Orleans, Saint Louis, Mobile, Pensacola, Galveston và tại một số thị trấn và thành phố khác thuộc Mississippi (Mississippi Gulf Coast, gồm 3 hạt Jackson, Hancock và Harrison). Tại các địa phương này, king cake gắn liền với Lễ Mardi Gras và được phục vụ xuyên suốt mùa Carnival. 
Một số loại bánh truyền thống có công thức và chức năng tương tự như king cake gồm: tortell của vùng Catalonia (thuộc Tây Ban Nha), gâteau des Rois hay reiaume tại tỉnh Provence hay galette des Rois tại miền bắc nước Pháp, và vasilopita tại Hy Lạp và đảo Síp. Theo truyền thống, một ít đậu sẽ được đưa vào trong bánh dựa trên tập tục từ lễ Saturnalia của đế chế La Mã: người nào ăn được những hạt đậu sẽ được gọi là "vua của buổi tiệc". Với bánh galette des Rois, từ năm 1870, những hạt đậu đã được thay bởi những hình nộm bằng sứ và sau này là bằng nhựa. Bánh gâteau des Rois còn được biết đến là Rosca de Reyes tại Mexico.

## Hình nộm

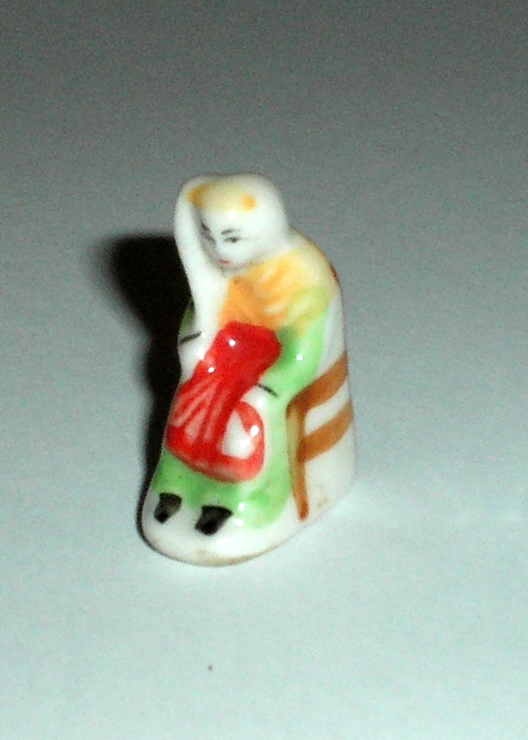
Một hình nộm nhỏ.

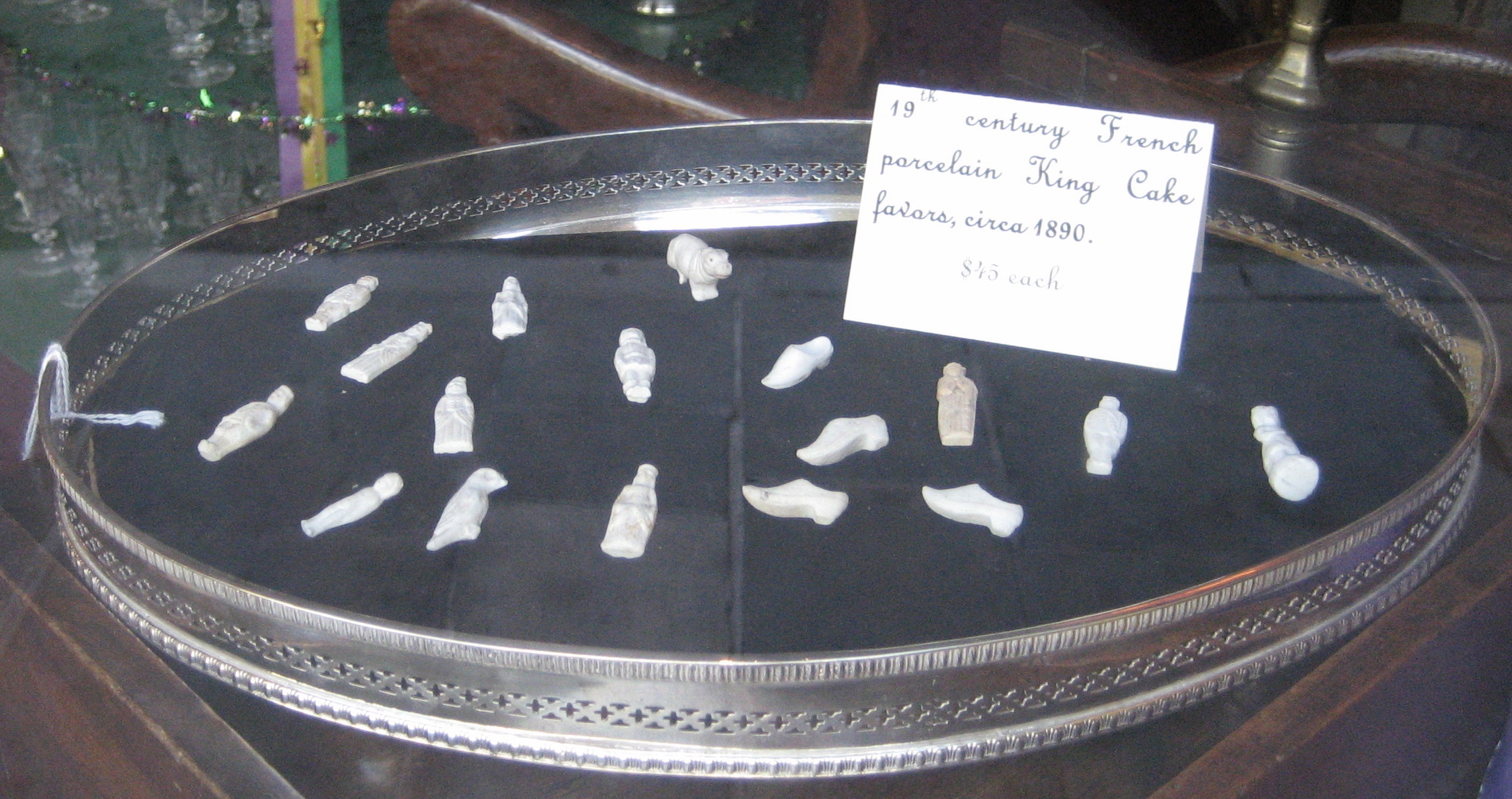
Những hình nộm bằng gốm sứ trong bánh tại Pháp, thế kỷ 19

Ban đầu, vật may mắn trong chiếc bánh là quả đậu tằm (hiện nay vẫn gặp tại một số vùng châu Âu hay Mexico, nhưng hiếm gặp tại Mỹ).
Tại miền nam bang Mississippi từ những năm 1950, hình nộm phổ biến là những con búp bê nhỏ bằng nhựa. Trước đó, những hình nộm làm từ gốm sứ khá phổ biến tại New Orleans vào thập niên 30. 
Sau giai đoạn này, người ta thường thấy những hình nộm là một vị vua đội vương miện. Trong lịch sử, nhiều hình nộm với những hình dáng và chất liệu khác nhau cũng đã được ghi lại. 
Tại New Orleans những năm gần đây, các hình nộm thường được bán vào lễ kỷ niệm Mardi Gras trên những chuyến diễu hành xe hoa. Những hình nộm bằng nhựa phổ biến ngày nay thường có màu hồng, nâu, trắng và vàng. Nhiều nhà làm bánh đã đặt những hình nộm rời khỏi bánh để tránh tình trạng nghẹt thở khi nuốt phải.

## Bánh vua vùng duyên hải vịnh Mexico
Các nghi lễ truyền thống được đưa tới miền Nam Hoa Kỳ, trải dài từ vùng Florida Panhandle (cán chảo Florida) tới đông Texas, bởi thực dân Pháp và Tây Ban Nha, từ thế kỷ thứ mười tám. 
Bánh vua vùng Louisiana được chế biến với nhiều công thức khác nhau. Đơn giản nhất, và cũng là công thức lâu đời nhất, là bánh quế được nặn thành dải, xoắn lại thành hình tròn, bên trên được phủ một lớp kem hay đường với màu tím, xanh và vàng (các màu sắc truyền thống của Mardi Gras). Năm 1972, một tiệm bánh nhỏ tại Picayune, Mississippi tên Paul’s Pastry, thêm một số nguyên liệu khác vào như kem phô mai, praline, quế và dâu tây vào để tăng hương vị cũng như màu sắc cho bánh.
Ngày nay, nhiều thợ bánh tự do trong việc chế biến king cake sao cho phù hợp với những nghi lễ khác nhau, như bánh với đường xanh và đỏ được phục vụ cho Giáng sinh, đường đỏ và hồng cho Valentine, và bánh xanh và trắng cho Ngày thánh Patrick. Một số cách trang trí khác cũng được sử dụng vào các dịp khác: khai mạc mùa bóng bầu dục, Halloween, lễ Tạ ơn. Tại các bang phía Nam này, người nào nhận được hình nộm từ king cake sẽ phải mang king cake tới hoặc trực tiếp chủ trì bữa tiệc tiếp theo.

## Bánh vua tại các quốc gia nói tiếng Tây Ban Nha

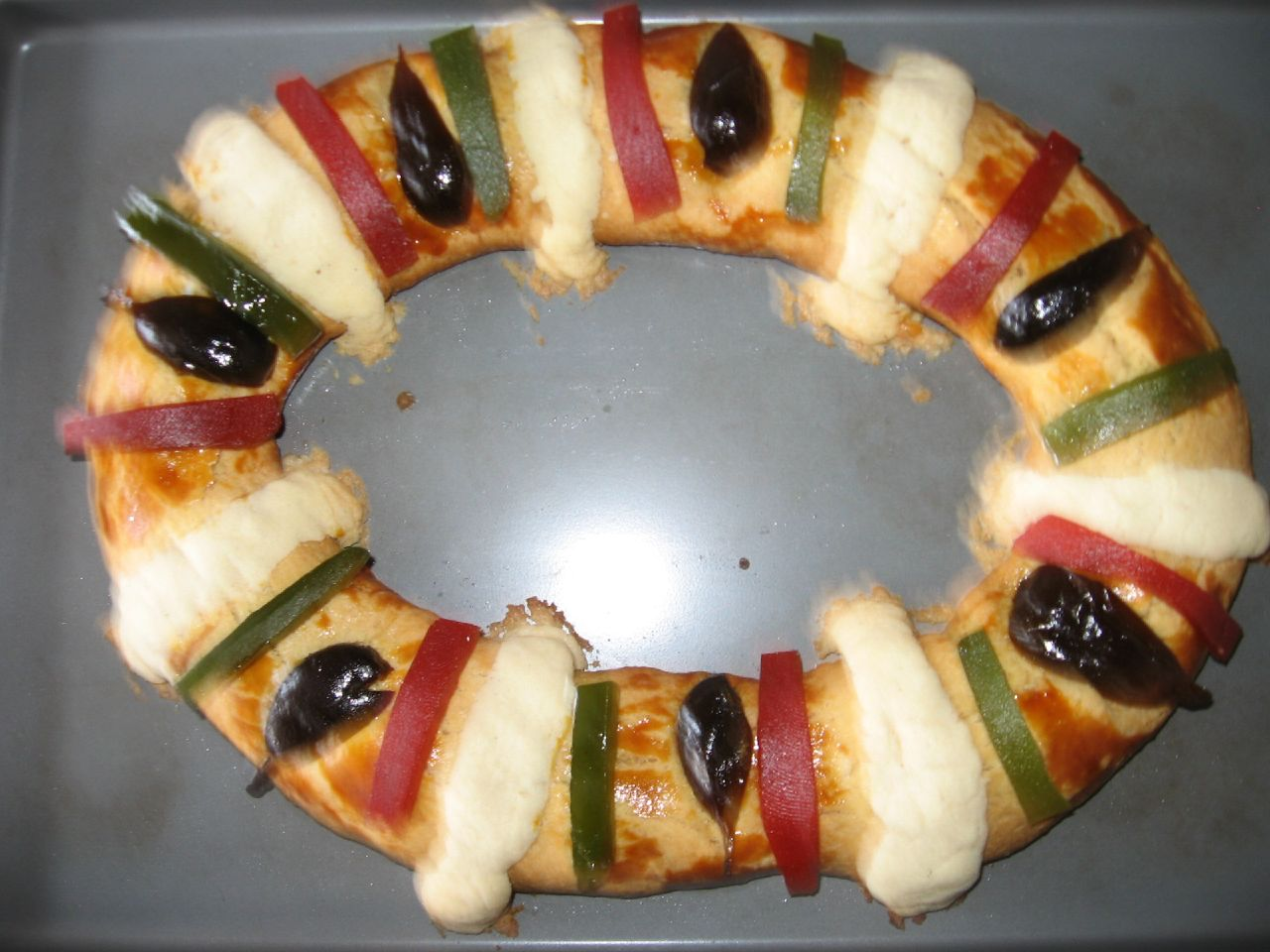
Bánh Rosca de Reyes

Bánh roscón de reyes tại Tây Ban Nha hay rosca de reyes tại Mỹ La tinh thường được thưởng thức vào ngày 6 tháng 1 hay ngày Lễ hiển linh, ngày của các đạo sĩ (Día de los reyes magos). Theo truyền thống, tại Tây Ban Nha, Mexico và các nước La tinh thân Mỹ, đây là ngày trẻ em được nhận quà từ ba vị đạo sĩ. Trước khi đi ngủ, trẻ em tại Mexico sẽ bỏ một chiếc giày bên ngoài, phủ lên cỏ hay rơm khô và một bát nước, như một món quà dành cho các động vật trong chuyến hành trình, cùng với một tờ giấy ghi lời ước tới các reyes (vua). Bánh rosca de reyes có hình oval, tượng trưng cho vương miện. Về mặt trang trí, mọi người thường sử dụng các loại mứt hoa quả hay hoa quả khô như sung, mộc qua, anh đào như những loại đá quý được gắn lên vương miện.
Các loại đậu, kẹo hay hình nộm chúa Giê su lúc bé cũng được giấu trong bánh. Bất cứ ai nhận được những vật này cũng phải đưa tới nhà thờ gần nhất vào ngày 2 tháng 2 để dự Lễ dâng Chúa vào đền thánh (Candlemas Day). Lễ kiệu nến được cử hành tượng trưng cho ánh sáng của Chúa hiện diện trên thế giới. Tại Mexico và cộng đồng người Mexico tại Mỹ, những ai nhận được hình nộm chúa Giê su trong miếng bánh của họ thường sẽ là người chủ trì buổi tiệc vào ngày 2 tháng 2 và mời khách tamale và atole (món ăn truyền thống của người Mexico).
Tại Argentina cũng có truyền thống thưởng thức bánh rosca vào ngày 6 tháng 1, tuy nhiên không có những hình nộm được giấu trong bánh. Ngoài ra, một loại bánh tương tự với những quả trứng phủ lên trên được phục vụ trong lễ Phục sinh với tên gọi rosca de pascua.
Tại một số vùng, rosca de reyes được thay thế bởi panettone.

## Bánh vua kiểu Pháp

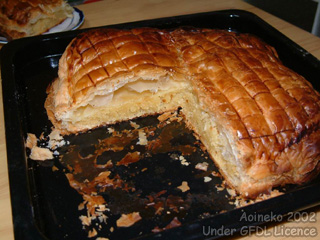
3/4 bánh galette des rois

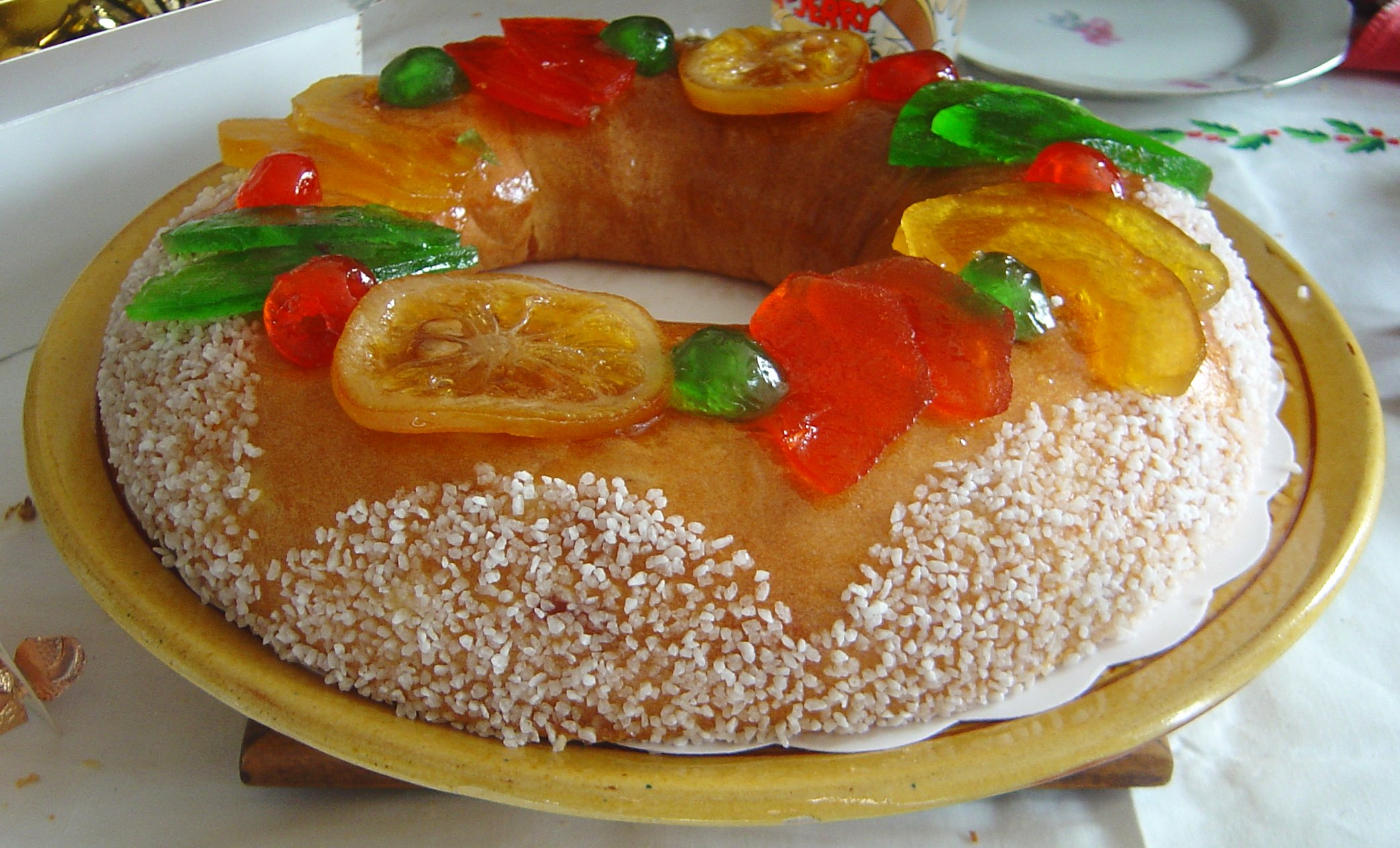
galette des rois miền Nam nước Pháp

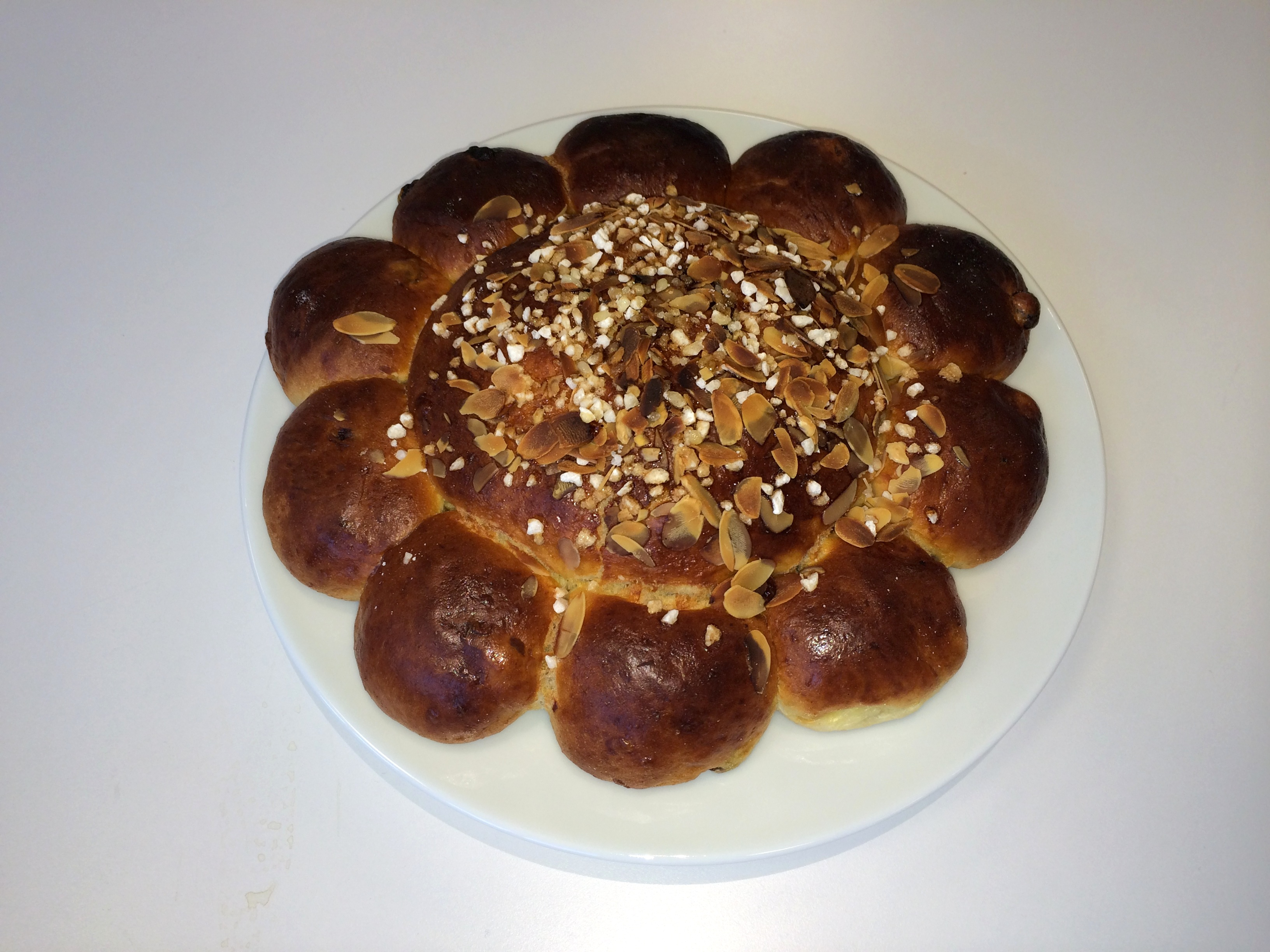
Bánh ba vua (Dreikönigskuchen) kiểu Đức

Các loại bánh truyền thống kỷ niệm Lễ hiển linh tại Pháp và Quebec được bán tại rất nhiều cửa hàng trong suốt tháng 1. Có 2 phiên bản bánh: tại miền bắc nước Pháp và Quebec, bánh được gọi là galette des rois (hình tròn hoặc hình chữ nhật) bao gồm các lát bánh mỏng cùng nhân tạo bởi frangipane (một loại nhân bánh thường làm bởi bột hạnh nhân, đường, bơ, trứng). Tại miền nam nước Pháp - Occitania, Roussillon, Provence, Catalan, bánh được gọi là tortell, bao gồm bánh mỳ (brioche) được uốn lại thành hình vành khăn (torus), trang trí bởi kẹo hoa quả và đường, hình dáng và màu sắc đều mô phỏng vương miện. Loại bánh này cũng khá phổ biến tại Tây Ban Nha và có nhiều nét tương đồng với king cake New Orleans.
Theo truyền thống, chiếc bánh này gợi nhớ tới những vị vua trong Lễ hiển linh. Những hình nộm (la fève), có thể mô phỏng mọi thứ, từ chiếc ô tô cho đến nhân vật hoạt hình, được giấu trong chiếc bánh và người nào tìm được hình nộm trong lát bánh của họ sẽ trở thành vua trong ngày và sẽ mang tới chiếc bánh trong buổi tiệc sau. Theo đúng nghĩa gốc, la fève có nghĩa là hạt đậu, tuy nhiên nó đã được thay đổi từ năm 1870 với nhiều hình nộm khác 
Những hình nộm thường được sưu tập và chúng cũng được bán riêng. Nhiều tiệm bánh độc lập thường tung ra các dòng sản phẩm hình nộm với chủ đề khác nhau, từ các tác phẩm nghệ thuật nổi tiếng đến ngôi sao điện ảnh cổ điển và các nhân vật hoạt hình. Bánh thường được bán trong những chiếc túi đặc biệt, một vài được chế tạo để có thể hâm nóng bánh trong lò vi sóng mà không sợ làm vỡ vỏ giòn của chiếc bánh. Một chiếc vương miện bằng giấy đi kèm để đội cho "vị vua", người tìm được hình nộm trong miếng bánh. Để đảm bảo chiếc bánh được chia một cách ngẫu nhiên, người nhỏ tuổi nhất thường ngồi dưới bàn, sau đó lần lượt đọc tên người nhận bánh để dược phục vụ theo thứ tự.
Vì quy tắc nghi thức, tổng thống Pháp không được phép "tạo các vị vua" vào Lễ hiển linh. Do đó, bánh gallette truyền thống được phục vụ tại cung điện Elysée không có hình nộm và vương miện kèm theo.